# Steinwolke
Steinwolke ist eine Rock-Band, deren erste LP 1978 erschien.

## Bandgeschichte
Die Band wurde von drei Mitgliedern der Familie Haas gegründet: Konrad, Clemens und Andreas sowie dem in Uganda geborenen Inder und angenommenen Sohn der Haas-Familie Dominic Diaz. Uli Schmid aus Leonberg stieg kurz danach als Keyboarder ein.
In den ersten Jahren erspielte sich die Band durch eigenwillige, im Folkrock verwurzelte und weltmusikorientierte Stücke mit zahlreichen Liveauftritten ihr eher alternativ geprägtes Publikum. Drei Langspielplatten (LP) entstanden in dieser Zeit ausschließlich in Eigenregie und -produktion.
1983 erschien dann, als Ergebnis einer längeren Phase mit immer mehr deutschsprachigen und poppigen Anteilen unter den Songs, die erste rein deutschsprachige LP der Band mit dem Hit Katharine, Katharine. Das Lied wurde der Neuen Deutschen Welle zugerechnet, die jedoch zu diesem Zeitpunkt schon ihren Zenit überschritten hatte. Das Lied hat sich – bis heute – zu einem Evergreen und Kultpartysong entwickelt, erscheint auch heute noch immer wieder in deutscher Originalsprache weltweit in Radiohitlisten (Japan, Afrika und Vorderasien) und wird von der Band häufig live gespielt.
Nach einer weiteren LP mit dem Titel In wilder Zeit (1985) verließen Clemens und Andreas Haas die Band.
Dafür kamen unter anderem der Bassist und heutige Musikproduzent Jens Bernewitz sowie der Gitarrist Jens Kramer (beide Hannover) dazu. Es folgten die Alben Bitte nicht knicken (1988), In 80 Tagen (1994) sowie mehrere Singles.
Konrad Haas, Dominic Diaz und Jens Bernewitz waren zusammen mit dem Schauspieler Christian Kahrmann Mitglieder der Mini Pigs aus der TV-Serie Lindenstraße.
Im Jahr 2004 veröffentlichte Konrad Haas bei der Deutschen Austrophon das Solo-Album Manchmal war Himmel sowie mehrere Singles unter dem Namen „Konrad Haas' Steinwolke“.
Konrad Haas verfolgte und realisierte seither zahlreiche Musikprojekte u. a. am ETA Hoffmann Theater in Bamberg, oft zusammen mit dem Musiker, Komponisten und Manager Wolfgang Stute. In Hannover gründete er das MusikTheater Konrad e. V., in dem insbesondere Schülerinnen und Schüler aus den Schulen Hannovers ihre Fähigkeiten entwickeln können. Mehrere Musical-Produktionen kamen seither erfolgreich und dekoriert mit Auszeichnungen zur Aufführung.
Uli Schmid gründete zusammen mit Michael Westphal die Band „Smith & West, irgendwie die Beatles“, die 2024 sogar Auftritte in dem legendären Cavern Club in Liverpool hatten. Daneben arbeitet er als Arrangeur, Komponist und Musiker vor allem im Bereich Kleinkunst und Musikkabarett.
2023 kamen Steinwolke nahezu in Originalbesetzung, mit Jens Kramer an der Gitarre, wieder zusammen. Neben zahlreichen Auftritten innerhalb weniger Monate wurde unter der Leitung des Produzenten Jens Bernewitz in den Noah-Studios Hannover ein Album mit zehn neuen Songs aus der Feder von Konrad Haas, Uli Schmid und Jens Kramer produziert. Die erste Single Glück aus Glas ist aktuell veröffentlicht, die gleichnamige CD wird am 19. September 2024 im Rahmen eines Konzerts in Hannover veröffentlicht.

## Diskografie

### Alben
- 1979: Steinwolke (Eigenvertrieb)
- 1980: Lionskweet (Eigenvertrieb)
- 1981: Live (Eigenvertrieb)
- 1983: Steinwolke (EMI Electrola)
- 1985: In wilder Zeit (EMI Electrola)
- 1988: Bitte nicht knicken (Edition Flemu, Castor Music)
- 1994: In 80 Tagen
- 2004: Das Beste (Deutsche Austrophon)
- 2010: Die frühen Jahre (Sireena Records)

### Singles
- 1982: Katharine
- 1984: Zugvögel
- 1985: Wenn du willst
- 1985: Millionenmal
- 1988: Teufel
- 1989: Viola
- 1994: Für mich
- 2024: Glück aus Glas